# Jan Wandelaar

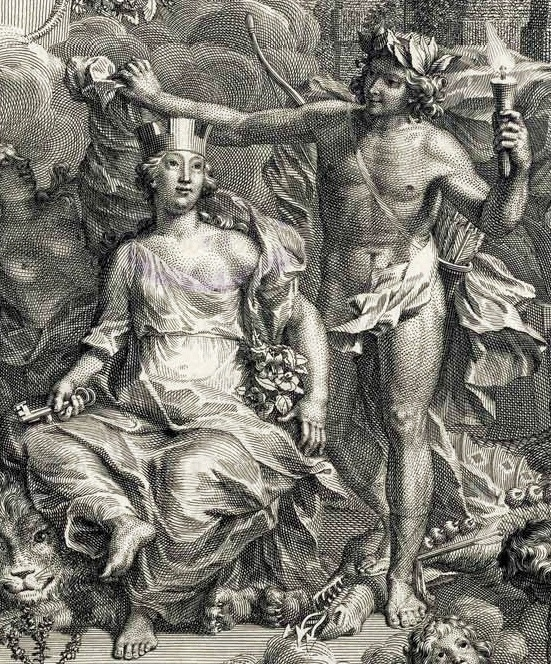
Voorzijde van Linnaeus werk Hortus Cliffortianus

Jan Wandelaar (Amsterdam, 14 april 1690 - Leiden, 26 maart 1759) was een Nederlandse kunstschilder, graveur en etser.

## Leven en werk
Jan Wandelaar was een leerling van Johannes Jacobsz. Folkema († 1735), Willem van der Gouwen († 1720) en Gerard de Lairesse.
Hij werd leermeester van Pieter Lyonet en Abraham Delfos.
Naar originelen door Claude Aubriet graveerde hij afbeeldingen in Sébastien Vaillants Botanicon Parisiense (1727). Belangrijk zijn de specifieke anatomische illustraties die hij voor Frederik Ruysch's Opera omnia Anatomico-medico-chirurgica huc Usque Edita (1737) en de Tabulae sceleti et corporis humani musculorum (1747) van Bernhard Siegfried Albinus maakte.
Hij ontwierp de voorzijde van Linnaeus Hortus Cliffortianus (1737) en leverde een aantal tekeningen voor de 36 daarin opgenomen en gegraveerde platen van hem. 
Zijn laatste werken bestaan uit getekende portretten van de Amsterdamse burgemeester, die door Jacob Houbraken werden gegraveerd.